# Bergwerksbahn Cogne–Eaux-Froides
| Streckenverlauf |                     |                                          |                                          |
| Streckenlänge: | 12 km               |                                          |                                          |
| Spurweite: | 900 mm (Schmalspur) |                                          |                                          |
| |                     |                                          |                                          |
| \| \| \| Acque Fredde Materialseilbahn nach Aosta \| \| \| \| \| Galleria di / Tunnel de Charémoz (510 m) \| \| \| \| \| Galleria del / Tunnel du Drinc (6730 m) \| \| \| \| \| Épinel Elektrizitätswerk \| \| \| \| \| \| \| \| \| \| Cogne Materialseilbahnen der Bergwerke \| \| |                     |                                          |                                          |
| Betriebs-/Güterbahnhof Streckenanfang (Strecke außer Betrieb) |                     | Acque Fredde Materialseilbahn nach Aosta | Acque Fredde Materialseilbahn nach Aosta |
| Tunnel (Strecke außer Betrieb) |                     | Galleria di / Tunnel de Charémoz (510 m) | Galleria di / Tunnel de Charémoz (510 m) |
| Tunnel (Strecke außer Betrieb) |                     | Galleria del / Tunnel du Drinc (6730 m)  | Galleria del / Tunnel du Drinc (6730 m)  |
| Dienststation / Betriebs- oder Güterbahnhof (Strecke außer Betrieb) |                     | Épinel Elektrizitätswerk                 | Épinel Elektrizitätswerk                 |
| Tunnel (Strecke außer Betrieb) |                     |                                          |                                          |
| Betriebs-/Güterbahnhof Streckenende (Strecke außer Betrieb) |                     | Cogne Materialseilbahnen der Bergwerke   | Cogne Materialseilbahnen der Bergwerke   |

Die Bergwerksbahn Cogne–Eaux-Froides (französisch Chemin de fer minier Cogne – Eaux-Froides, italienisch Ferrovia mineraria Cogne–Acque Fredde) war eine Schmalspurbahn, die von 1923 bis 1979 zwischen den Eisenbergwerken in der Gemeinde Cogne und der Fraktion Eaux-Froides bei Pila auf dem Gebiet der Gemeinde Gressan im Aostatal in Italien verkehrte.

## Geschichte
Die Werksbahn wurde im Auftrag des 1916 gegründeten Stahlwerks Cogne Acciai Speciali in Aosta mit einer Spurweite von 900 mm errichtet. Dieses Unternehmen war entstanden, als der italienische Industriekonzern Ansaldo die seit 1909 aktive Firma Società Anonima Miniere di Cogne in Aosta übernommen hatte. Das Stahlwerk in Aosta diente bis in die 1970er Jahre dazu, das Erz aus der großen Lagerstätte von Magnetit im Bergmassiv südlich von Aosta zu verhütten. Auch die übrigen für den Betrieb eines Stahlwerks nötigen Rohstoffe konnten im Aostatal gewonnen werden: Anthrazit in La Thuile und Kalk bei Jovençan, und die Firma Cogne errichtet in der Region auch eigene Wasserkraftwerke für die Versorgung des Betriebs mit elektrischem Strom.
Die Gruben Côte-du-Sapin, Licony, Larsinaz und Colonna liegen etwa 15 Kilometer weit von Aosta entfernt auf gegen 2500 Metern Höhe über Meer östlich der Ortschaft Cogne am Berghang des Monte Creya. Wegen ihrer technikgeschichtlichen Bedeutung sind sie für eine Kandidatur als UNESCO-Welterbestätte vorgesehen. Das Gebiet grenzt an das Areal des Nationalparks Gran Paradiso. Weil die alte, schmale Straße aus dem Bergdorf Cogne nach Aymavilles im Tal der Dora Baltea für den Abtransport der Erze aus dem langen Cognetal nicht leistungsfähig genug war, baute das Unternehmen die Erzbahn von Cogne (1562 Meter über Meer) bis zum Endbahnhof im Alpgebiet Eaux-Froides (1515 Meter über Meer) im Nachbartal und zwischen diesem Ort und dem Fabrikgelände im Tal beim Bahnhof Aosta (580 Meter über Meer) einen Materiallift.

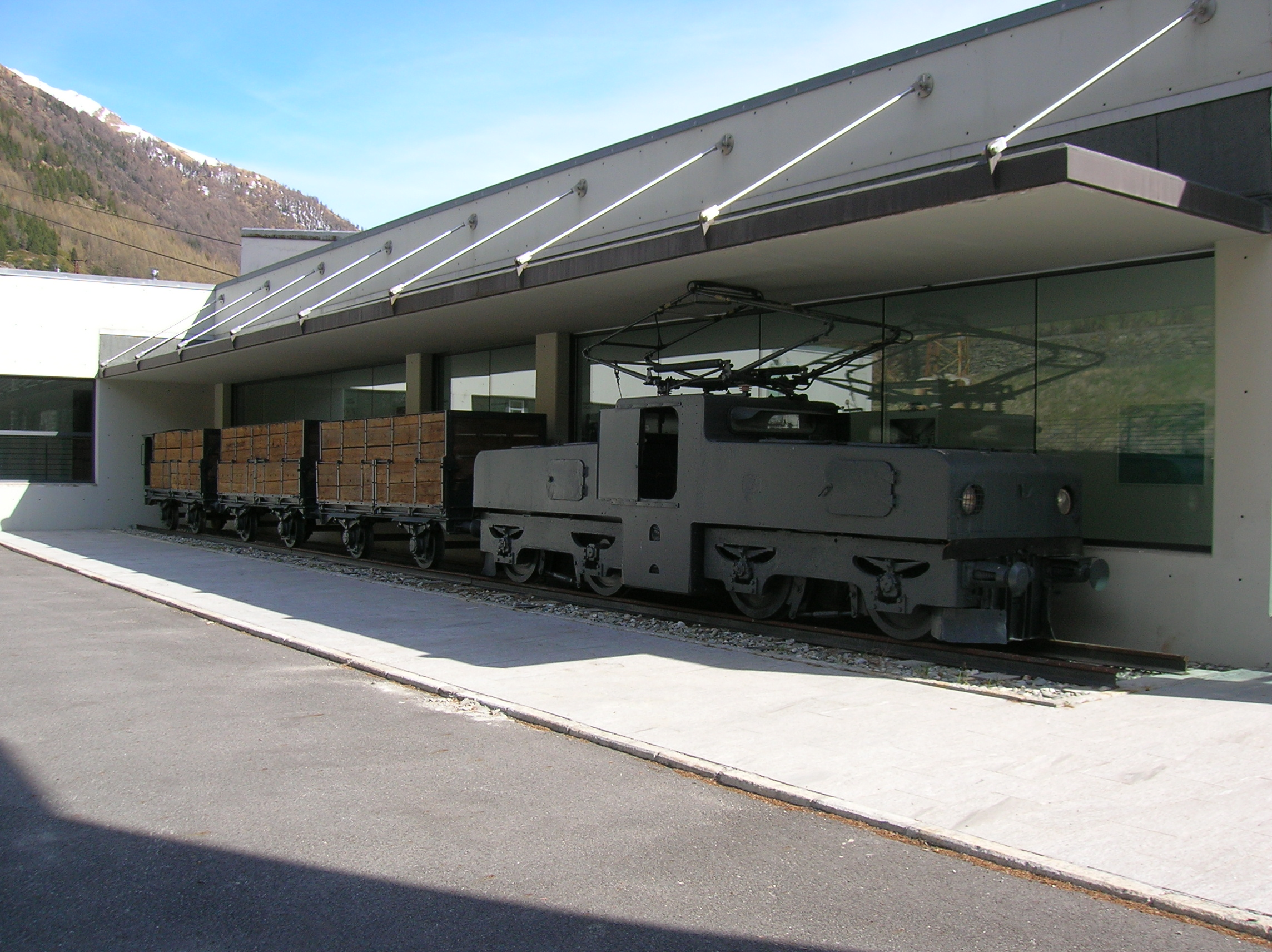
Werkzug mit drei Güterwagen beim Bergwerksmuseum in Cogne

Die Bauarbeiten an der 12 Kilometer langen Bahnstrecke mit der Spurweite von 900 mm begannen im Jahr 1916 und dauerten bis ins Jahr 1922. Die erste durchgehende Fahrt einer Dampflokomotive auf der ganzen Linie fand am 19. Februar 1923 statt. Von der ehemaligen Verladehalle bei Cogne aus, wo die Talstationen der heute nur noch fragmentarisch erhaltenen Grubenseilbahnen lagen, führt die Bahnlinie talauswärts auf der rechten Seite des Flusses Grant Eyvia bis zur Ortschaft Épinel. Dieser Streckenabschnitt führt im mittleren Teil durch den 985 Meter langen Tunnel Galleria di  / Tunnel de Crétaz. Bei Épinel beginnt der Tunnel unter dem Bergmassiv der Pointe du Drinc mit dem Drincpass mit einer Länge von 6730 Metern, und kurz vor der Entladestation Eaux-Froides führt die Bahn durch den dritten Tunnel Galleria di  / Tunnel de Charémoz mit 510 Metern Länge. Eine Eigenheit der Strecke besteht also darin, dass sie zu fast drei Vierteln unterirdisch verläuft.
Da die Anlage ähnlich einer Grubenbahn fast ausschließlich für den Materialtransport konzipiert war, wurde der Drinctunnel mit einem geringen Lichtraumprofil von nur 8,5 Quadratmetern ausgebrochen. Deshalb entfernte sich der Rauch der Dampflokomotiven nur langsam aus dem langen Stollen, und so kam es im November 1925 zu einem tödlichen Unfall, wobei zwei Bahnarbeiter an einer Rauchvergiftung starben. Im Jahr 1926 wurden die Dampflokomotiven durch elektrische Maschinen mit Akkumulatorenantrieb ersetzt. Um die Transportleistung zu erhöhen, erfolgte bis 1928 die Elektrifizierung der Strecke. Im Pendelbetrieb von zwei Güterzügen transportierte die Bahn täglich etwa 1200 Tonnen Eisenerz.
Als mit den Bergwerken im Jahr 1979 auch die Erzbahn den Betrieb einstellte, prüfte die Gemeinde Cogne die Übernahme der ehemaligen Werksbahn und ihren Umbau zur Überlandstraßenbahn für den Personentransport einerseits für touristische Zwecke und andererseits als Alternative für den Fall, dass die Talstraße wegen Lawinen und Murgängen gesperrt ist. Die geplante Bahn wäre auch ein wesentliches Element bei der Musealisierung des Bergbaukomplexes von Cogne gewesen und hätte zudem die Skigebiete von Cogne und Pila direkt miteinander verbunden. Bis 2005 wurde die Gleisanlage erneuert und um 800 Meter bis zur eigens zu diesem Zweck gebauten Zwischenstation Plan-Praz der Personenseilbahn Aosta-Pila verlängert, die 1957 – im unteren Abschnitt parallel zur heute nicht mehr vorhandenen Werkseilbahn – gebaut worden war. Drei Zugkompositionen wurden angekauft und bereitgestellt, aber danach nie dem Verkehr übergeben. Technische und administrative Hindernisse, ungelöste Sicherheitsfragen und gerichtliche Untersuchungen verhinderten schließlich eine Betriebsbewilligung der neuen Bahn, und im Jahr 2020 schritt die Autonome Region Aostatal zum Verkauf der unbenutzten Personenfahrzeuge.